# Veronika Burz-Tropper
Veronika Burz-Tropper (* 1984) ist eine römisch-katholische Theologin aus Österreich. Ihr Schwerpunkt liegt in der neutestamentlichen Bibelwissenschaft. Seit September 2022 lehrt sie als Professorin für Neues Testament an der Faculteit Theologie en Religiewetenschappen Leuven der KU Leuven in Belgien.

## Leben
Nach ihren Diplomstudien in Katholischer Fachtheologie (2002 bis 2007) und Katholischer Religionspädagogik (2002–2008) an der Karl-Franzens-Universität in Graz und einem Studienaufenthalt im Rahmen des Theologischen Studienjahres Jerusalem an der Dormitio-Abtei (2005 bis 2006) wechselte sie von 2007 bis 2011 als Universitätsassistentin (Praedoc) an das Institut für Neutestamentliche Bibelwissenschaft der Katholisch-Theologischen Fakultät der Universität Wien
Im Juni 2011 wurde sie mit ihrer Arbeit zu Jesus Didáskalos. Studien zu Jesus als Lehrer bei den Synoptikern und im Rahmen der antiken Kultur- und Sozialgeschichte an der Universität Wien promoviert und für die Arbeit mit dem Award of Excellence des österreichischen Bundesministeriums für Wissenschaft und Forschung sowie mit dem Dissertationspreis der Katholisch-Theologischen Fakultät ausgezeichnet.
Als Universitätsassistentin (Postdoc) wechselte sie zunächst an die Universität Mainz (2011–2013) und anschließend an die Universität Innsbruck, an der sie von 2013 bis 2014 am Institut für Bibelwissenschaften und Historische Theologie als Universitätsassistentin (Postdoc) arbeitete und lehrte.
Im Juni 2013 erhielt sie das renommierte Hertha-Firnberg-Stipendium des FWF (Austrian Science Fund) verliehen und trat ihr Projekt „Gottes-Rede im Johannesevangelium“ (FWF Austrian Science Fund T-627) im Juni 2014 am Institut für Bibelwissenschaften an der KTF der Universität Wien an. Das Projekt lief – unterbrochen durch zwei Elternkarenzen – bis Jänner 2022. Im Rahmen des Projekts fanden auch zwei große Projekttagungen statt (2017 und 2021). Von März bis August 2022 war sie Marie-Jahoda-Stipendiatin der Universität Wien.
Mit ihrer im Projekt entstandenen Habilitationsschrift Theo-Logie im Johannesevangelium. Bausteine zu einem johanneischen Gottesbild wurde sie im März 2023 an der Katholisch-Theologischen Fakultät der Universität Innsbruck habilitiert.
Sie ist verheiratet und Mutter von zwei Töchtern.

## Auszeichnungen und Stipendien
- Staatspreis Award of Excellence 2011[3]
- Dissertationspreis der Katholisch-Theologischen Fakultät der Universität Wien[4]
- Marie Jahoda-Stipendium der Universität Wien 2022[5]

## Veröffentlichungen

### Als Autorin
- Jesus Didáskalos : Studien zu Jesus als Lehrer bei den Synoptikern und im Rahmen der antiken Kultur- und Sozialgeschichte. Lang, Frankfurt/Berlin/Bern/New York/Wien 2012, ISBN 978-3-631-63681-7 (zugleich Dissertation an der Universität Wien)

### Als Herausgeberin
- Studien zum Gottesbild im Johannesevangelium. Mohr Siebeck, Tübingen 2019, ISBN 978-3-16-156963-0 (Volltext)
- Gottes-Bilder: Zur Metaphorik biblischer Gottesrede. W. Kohlhammer GmbH, Stuttgart 2022, ISBN 978-3-17-040979-8
- mit Markus Öhler und Markus Tiwald: Pontius Pilatus: Historische Person – biblische Figur – geschichtliche Wirkung. Unter Mitarbeit von Katharina Rötzer. Kohlhammer Verlag, Stuttgart 2024, ISBN 978-3-17-044694-6